# Dřenice (Cheb)
Dřenice (németül Treunitz) Cheb településrésze Csehországban a Karlovy Vary-i kerület Chebi járásában. Korábban önálló település.

## Fekvése
Csehország nyugati határvidékén, Cheb várostól 5 km-re keletre, 447 m tengerszint feletti magasságban a Jesenice-víztározó északi partján fekszik.

## Története
Írott források elsőként 1273-ban említik. Közvetlenül a második világháború előtt 36 lakóházában 217 német lakos élt. A háború után teljes lakosságát Németországba telepítették. A Jesenice-víztározó létrehozását követően néhány kempinget létesítettek területén. Jelenleg megközelítőleg 15 állandó lakosa van.

## Nevezetességek
- Szent Ulrich tiszteletére szentelt templom. A 12. században építették román stílusban, a 17. században barokk stílusban átépítették. Az épület jelenleg rendkívül elhanyagolt állapotban van, belső berendezése hiányzik. A templom mellett fekszik az egykori német temető. A templom előtt elhelyezett kőkereszt a víztározó által elárasztott területről származik.

## Fordítás
- Ez a szócikk részben vagy egészben a Dřenice (Cheb) című cseh Wikipédia-szócikk ezen változatának fordításán alapul.  Az eredeti cikk szerkesztőit annak laptörténete sorolja fel. Ez a jelzés csupán a megfogalmazás eredetét és a szerzői jogokat jelzi, nem szolgál a cikkben szereplő információk forrásmegjelöléseként.